# フィリップ・ホロシュコ
フィリップ・ホロシュコ（Filip Hološko, 1984年1月17日 - ）は、スロバキア出身の元同国代表サッカー選手。現役時代のポジションはフォワード。

## 経歴
2001-02シーズンにトレンチーンのユースからトップチームへ昇格を果たし、1試合に出場した。その後、スロヴァン・リベレツ、マニサスポルに所属し、この2クラブではリーグ戦110試合で42得点と得点を量産した。2007-08シーズン半ばにブラク・ユルマズとのトレードでベシクタシュに移籍した。すぐにチームに溶け込み、そのシーズンは途中加入ながらも16試合で7得点を記録し、それまでの2トップであったメルト・ノブレとボボーの中に割って入った。
2010 FIFAワールドカップでは2試合に途中出場した。
2015年7月20日、シドニーFCに移籍した。
2017年6月、ŠKスロヴァン・ブラチスラヴァに移籍した。

## 代表歴

### 出場大会
- スロバキア代表
  - 2010 FIFAワールドカップ

### 試合数
- 国際Aマッチ 65試合 8得点（2005年-2015年）[2]

| スロバキア代表 | 国際Aマッチ | 国際Aマッチ |
| 年             | 出場        | 得点        |
| -------------- | ----------- | ----------- |
| 2005           | 6           | 1           |
| 2006           | 8           | 1           |
| 2007           | 10          | 2           |
| 2008           | 7           | 0           |
| 2009           | 5           | 1           |
| 2010           | 10          | 1           |
| 2011           | 8           | 1           |
| 2012           | 6           | 0           |
| 2013           | 2           | 0           |
| 2014           | 2           | 1           |
| 2015           | 1           | 0           |
| 通算           | 65          | 8           |

## タイトル

### クラブ
ベシクタシュ
- トルコ・スュペルリグ : 2008-09
- トルコ・カップ : 2008-09, 2010-11

シドニーFC
- Aリーグレギュラーシーズン : 2016-17
- Aリーグファイナルシリーズ : 2016-17